# Kecamatan Jeumpa (distrikt i Indonesien, lat 5,20, long 96,68)
Kecamatan Jeumpa är ett distrikt i Indonesien. Det ligger i den västra delen av landet, 1 700 km nordväst om huvudstaden Jakarta.